# Wojciech Szymański (przedsiębiorca)
Wojciech Szymański (ur. 1958) – polski przedsiębiorca, właściciel firmy „Lukullus”, działającej w branży mięsno-wędliniarskiej, znany też ze sponsorowania klubów piłkarskich oraz zespołów kolarskich.

## Życiorys
Absolwent technikum przetwórstwa mięsnego (1978). Od tego momentu kontynuuje tradycje masarskie ojca, Tadeusza, który niedługo po II wojnie światowej założył mały zakład wędliniarski w Nowym Dworze Mazowieckim. W latach 50. zakład został znacjonalizowany, dopiero w latach 70., gdy sytuacja polityczna w kraju umożliwiała już prowadzenie prywatnej działalności gospodarczej, wznowił działalność, pod szyldem „Wyroby Wędliniarskie i Kaszanki”.
W lutym 1980, ze względu na problemy zdrowotne ojca, prowadzenie firmy przejął Wojciech Szymański. Pod koniec lat 80. przemiany gospodarcze w Polsce stworzyły możliwość rozwoju firmy, która od 1992 działa pod nową nazwą, „Lukullus”. Lata 90. to dalszy rozwój „Lukullusa” - poszerzenie asortymentu, systematyczny wzrost sprzedaży, unowocześnienie produkcji. Przełomowy był rok 1994, kiedy to z Nowego Dworu, gdzie brakowało miejsca na rozbudowę zakładu, przeniesiono produkcję do Michałowa, gmina Leoncin. Szymański poszerzył też przedsiębiorstwo o własną sieć dystrybucji. W 2004 Wojciech Szymański, wraz z żoną Elżbietą, która jest współwłaścicielem spółki, zgromadzili majątek wartości 55 mln zł, dzięki czemu zajęli 138. miejsce w rankingu najbogatszych Polaków tygodnika Wprost.

## Sponsoring
Sukcesy biznesowe skłoniły Szymańskiego do zainwestowania w sport. Najpierw, przez kilka lat wspomagał Świt Nowy Dwór Mazowiecki - zaczynał od samego sponsorowania, ale w 1998 został również prezesem klubu. W 2003 zaczął się jednak wycofywać z finansowania, głównie za sprawą, tzw. afery barażowej - wtedy to prezes Szymański zarzucił swoim piłkarzom sprzedaż meczu barażowego, decydującego o awansie do ekstraklasy.
Ostatecznie Szymański odszedł ze Świtu w roku 2004. Wkrótce jednak zaangażował się w sponsorowanie innego klubu piłkarskiego, Widzewa Łódź. Najpierw wspomagał Widzew finansowo, a w czerwcu 2007, gdy powstał Klub Sportowy Widzew Łódź Spółka Akcyjna, został jednym z akcjonariuszy tej spółki.
W grudniu 2007 Wojciech Szymański odszedł jednak z KS Widzew, odsprzedając swoje udziały głównemu właścicielowi, Sylwestrowi Cackowi. Odejście Szymańskiego odbyło się w atmosferze skandalu. Wtedy to wrocławska prokuratura postawiła mu zarzuty korupcyjne. Szymański przyznał się do przekupowania sędziów i obserwatorów w celu osiągnięcia rezultatów korzystnych dla Widzewa, zastrzegając przy tym, że robił to w tajemnicy przed władzami klubu. W lutym 2014 roku został wydalony ze struktur PZPN. W 2017 roku za udział w ustawianiu meczów został skazany na cztery lata pozbawienia wolności w zawieszeniu na pięć lat oraz karę grzywny.
W latach 1999-2002, firma „Lukullus” sponsorowała również drużyny kolarskie - Banaszek Lukullus Sport oraz Atlas Lukullus Ambra.